# تشارلز ستوكتون
تشارلز ستوكتون (بالإنجليزية: Charles Stockton)‏ هو ضابط أمريكي، ولد في 13 أكتوبر 1845 في فيلادلفيا في الولايات المتحدة، وتوفي في 31 مايو 1924 في واشنطن العاصمة في الولايات المتحدة.